# 김태일 (1637년)
김태일(金兌一, 1637년 ~ 1702년)은 조선시대 현종, 숙종 때의 문신이자 학자이다. 본관은 예안이며 자(字)는 추백(秋伯), 호는 노주(蘆洲)이다. 붕당으로는 남인 소속이었으며, 인현왕후의 복위를 기도한 한중혁 등을 탄핵, 옥사를 추국하던 중 삭출당했다.

## 생애
1660년(현종 1) 식년문과에 병과로 급제하였다. 이후 사헌부장령(掌令), 사간원헌납(獻納) 등을 거쳐 문학(文學) ·보덕(輔德)을 지냈다. 1694년(숙종 20) 사간원 사간(司諫院司諫)으로 있을 때, 여러 번 우리 나라 예법에 관한 상소를 올렸다. 그 해 폐위되었던 인현왕후 민씨의 복위 공작을 비밀리에 도모한 서인 한중혁(韓重爀) 등을 탄핵하였다. 뒤에 한중혁의 옥사(獄事)를 다스리던 중 삭출(削黜)당했다.
그 뒤 곧 풀려나 진주 목사 등을 역임했다. 만년에는 학문에 매진하고 후학을 양성하였다. 저서로는 《노주선생문집》이 있다.

## 저서
- 《노주문집》

## 같이 보기
- 김륵
- 남인
- 권대재
- 권대운
- 이서우
- 갑술옥사
- 경신대출척
- 기사환국